# Lastbank
Eine Lastbank ist ein Bauteil in der Elektrotechnik. Sie stellt eine elektrische Belastungseinheit dar und wird z. B. zur Einstellung, Prüfung und Wartung sowie der technischen Abnahme von Generatoren verwendet. Dazu erfolgen Belastungstests mit Dauerbetrieb sowie Lastauf- und -abschaltung. 
Eine Lastbank besteht je nach Ausführungsart und Einsatzzweck z. B. aus Heizwiderständen (ohmsche Belastung Leistungsfaktor {\displaystyle \cos \,\varphi =1{,}0}) und ist bei ohmschen und induktiven Belastungsanwendungen (Leistungsfaktor {\displaystyle \cos \,\varphi } zwischen 0,8 und 1,0) zusätzlich mit Spulen ausgerüstet, welche die induktive Belastung bereitstellen. Die elektrische Energie wird dabei in Heizwärme umgewandelt und mittels eines oder mehrerer Ventilatoren nach außen abgeführt, um eine Überhitzung der Widerstände und/oder Spulen zu verhindern.
Je nach Anwendung und Ausführungsart werden Lastbänke in unterschiedlichen Größen und Abmessungen gefertigt. Diese reichen z. B. von Belastungen ab 10 kW als transportable Einheiten bis zu einigen Megawatt in Containerbauweise. Um große Leistungen bereitstellen zu können, ist es außerdem möglich, je nach Hersteller und Ausführungsart, zwei oder mehrere Lastbänke steuerungsseitig miteinander zu verbinden. 
Dieser Verbund kann dann vom Betreiber als eine Einheit mit einer Steuerung betrieben werden. Um die Betriebssicherheit von Lastbänken zu gewährleisten, sind diese mit verschiedenen Sicherheitseinrichtungen ausgerüstet, um einem Personenschaden sowie einer Überlastsituation der Einheit vorzubeugen. 
Je nach Hersteller und Steuerungsvariante ist es möglich, verschiedene frei konfigurierbare Messwerte von der Lastbank während des gesamten Testverlaufes aufzeichnen zu lassen und zur späteren Auswertung in elektronischer Form zu speichern. Aus diesen Daten können dann grafisch dargestellte Kurvenverläufe von Lastauf- und Abschaltungen erstellt und für Abnahmeprotokolle verwendet werden. Lastbänke können, nach Ausführungsart, ohne vorgeschalteten Transformator, mit generatorseitigen Ausgangsspannungen von 380 Volt, 50 Hertz bis 480 Volt, 60 Hertz betrieben werden. Bei einer generatorseitigen Ausgangsspannung im Spannungsbereich größer 480 Volt, 60 Hertz kann ein Transformator zwischen Generator und Lastbank geschaltet werden, um einen Lasttest dieser Generatoren zu ermöglichen.